# Coupe du monde de patinage de vitesse sur piste courte 2024-2025
Navigation
Édition précédente Édition suivante
Le circuit de coupe du monde de patinage de vitesse sur piste courte 2024-2025, officiellement Short Track World Tour 2024-2025, est un circuit de six coupes du monde sur une période de 5 mois.

## Format
La compétition est renommée Short Track World Tour. Elle se déroule toujours en six manches, et le premier au classement général remporte le globe de cristal,. Les patineurs peuvent participer à trois distances en un week-end au lieu de deux comme auparavant et chaque pays peut qualifier trois personnes par distance et six personnes par sexe au total.
Tous les patineurs portent des numéros de dossard sous la forme d'une étiquette blanche sur les côtés du casque. Le premier et la première au classement général peuvent porter des casques spéciaux, fabriqués par le patineur Itzhak de Laat.
La réalisation télévisée est assurée par Sunset+Vine.

## Participants
Les championnats nationaux canadiens tenus mi-septembre 2024 servent de qualification au circuit de coupe du monde. Pascal Dion et Cynthia Mascitto annoncent tous deux leur retraite et ne participent pas à ces qualifications, tandis que Courtney Sarault est forfait après avoir subi une commotion cérébrale à l'entraînement. Chez les femmes, les trois premières sont Florence Brunelle, Danaé Blais et Kim Boutin, et chez les hommes ce sont William Dandjinou, Steven Dubois et Jordan Pierre-Gilles. Ces six personnes sont dont qualifiées, ainsi que Rikki Doak et Qi Miao chez les femmes et Félix Roussel et Philippe Daudelin chez les hommes.
Dans l'équipe de Chine, deux favoris de l'année précédente sont absents en début de saison : Fan Kexin est inéligible en raison de sa participation dans le programme anti-dopage en Chine, tandis que Ren Ziwei se remet d'une blessure. Pour les premières étapes, les patineurs sélectionnés sont donc les frères Liu Shaoang et Liu Shaolin, Lin Xiaojun, Sun Long, Li Wenlong et Zhu Yiding. Les patineuses sont Wang Ye, Gong Li, Zhang Chutong, Xu Aili, Zang Yize et Wang Xinran. Six de ces patineurs sont choisis en fonction de leurs performances en compétitions internationales l'année précédente, et les six autres sont choisis lors de compétitions test nationales. Ils sont entraînés par Zhang Jing.
Kim Gil-li, championne de la saison précédente, représente la Corée du Sud. Choi Min-jeong, championne olympique en 2018 et 2022 et quatre fois championne du monde, fait son retour à la compétition après une saison de repos. Chez les hommes, le tenant du Globe de cristal Park Ji-won se représente.
En France, la patinoire de l'équipe de France à Font-Romeu est en travaux, contraignant l'équipe nationale à s'entraîner à Bormio toute l'année avec l'équipe d'Italie. Trois athlètes, Aurélie Monvoisin, Sébastien Lepape et Tristan Navarro, ne peuvent se rendre à Bormio et s'entraînent en France à leurs frais. Les sélections ont lieu les 5 et 6 octobre 2024 à Bormio ; les trois Français écartés s'y préparent avec l'équipe de Pologne. Dans les personnes sélectionnées, il y a des patineurs moins bien classés que ceux écartés, ce qui cause un conflit dans la fédération. Les participants aux sélections sont Aurélie Lévêque, Gwendoline Daudet, Cloé Ollivier, Eva Grenouilloux et Aurélie Monvoisin chez les femmes et Quentin Fercoq, Sébastien Lepape, Tawan Thomas, Étienne Bastier, Simon Bastier et Tristan Navarro chez les hommes.
Les participants britanniques, sélectionnés lors d'une compétition le 2 et 3 septembre, sont Annabelle Green, Niall Treacy, Peter Riches, Theo Collins, Kyle Ross-Waddell, Westley Yates et Jonathan Moody.
Pour l'Italie, Arianna Fontana fait son retour. Elle est absente pour les deux premières manches de la coupe du monde, occupée avec des sélections nationales en patinage de vitesse sur piste longue, mais revient pour la suite de la saison après une absence due à des conflits avec sa fédération[réf. souhaitée].
Mirei Nakashima remporte toutes les distances des sélections nationales japonaises et est présentée dans la presse nationale comme une chance de médaille pour le Japon, aux résultats généralement moyens. Elle remplace Sumire Kikuchi qui prend sa retraite et se tourne vers le patinage de vitesse longue piste.
L'équipe du Kazakhstan se compose chez les hommes d'Abzal Azhgaliyev, Denis Nikisha, Adil Galiakhmetov, Yerkebulan Shamukhanov, Aibek Nasen, Gleb Ivchenko et Mersaid Zhaxybayev. Chez les femmes, on trouve Yana Khan, Madina Zhanbusinova, Olga Tikhonova, Malika Yermek, Alina Azghaliyeva et Zeynep Kumarkhan.
Xandra Velzeboer, championne du monde, participe pour les Pays-Bas. Suzanne Schulting fait également son retour après une saison de pause ; blessée, elle rate les deux premières manches de la saison.

## Résultats

### Montréal
William Dandjinou, classé premier mondial du 1500 mètres l'année précédente et ayant remporté les championnats nationaux canadiens un mois plus tôt, remporte la finale 0.09 seconde devant le champion du monde toutes distances Park Ji-won.  Plus tard dans la première soirée, il remporte aussi le 500 mètres.
Kim Gil-li remporte le 1500 mètres féminin devant Hanne Desmet et Choi Min-jeong, qui revient à la compétition après une blessure et une année de repos.
Les Canadiennes finissent premier du relais féminin, mais sont finalement disqualifiées pour faute, Florence Brunelle étant accusée de contact avec une patineuse néerlandaise pendant une tentative de dépassement. Au relais masculin, les Chinois finissent deuxième et obtiennent leur première médaille de la saison.
| Distance       | Gagnant                                                                           | Second                                                     | Troisième                                                          |
| 500 m          | William Dandjinou                                                                 | Steven Dubois                                              | Lin Xiaojun                                                        |
| 1 000 m        | Jens van 't Wout                                                                  | Roberts Krūzbergs                                          | Michał Niewiński                                                   |
| 1 500 m        | William Dandjinou                                                                 | Park Ji-won                                                | Steven Dubois                                                      |
| 5 000 m relais | Canada - William Dandjinou - Steven Dubois - Jordan Pierre-Gilles - Félix Roussel | Chine - Lin Xiaojun - Liu Shaoang - Liu Shaolin - Sun Long | Pays-Bas - Sjinkie Knegt - Daan Kos - Sven Roes - Jens van 't Wout |

| Distance       | Gagnante                                                                    | Seconde                                                                  | Troisième                                                                             |
| 500 m          | Xandra Velzeboer                                                            | Kristen Santos-Griswold                                                  | Hanne Desmet                                                                          |
| 1 000 m        | Xandra Velzeboer                                                            | Kristen Santos-Griswold                                                  | Corinne Stoddard                                                                      |
| 1 500 m        | Kim Gil-li                                                                  | Hanne Desmet                                                             | Choi Min-jeong                                                                        |
| 3 000 m relais | Italie - Chiara Betti - Elisa Confortola - Gloria Ioriatti - Arianna Sighel | Corée du Sud - Choi Min-jeong - Shim Suk-hee - Kim Geon-hee - Kim Gil-li | Pays-Bas - Michelle Velzeboer - Xandra Velzeboer - Angel Daleman - Diede van Orschoot |

| Distance             | Gagnants | Seconds      | Troisièmes |
| 2 000 m relais mixte | Pays-Bas | Corée du Sud | Canada     |

### Deuxième manche de Montréal
La deuxième manche de coupe du monde doit normalement se dérouler, comme souvent, à l'Utah Olympic Oval de Salt Lake City. Or, les réglementations sur les matelas de bord de piste changent et à une semaine de la compétition, l'ovale olympique n'a toujours pas de protections en règle. Le 24 octobre, Montréal confirme avoir accepté d'organiser la deuxième manche de la compétition, qui se déroule le week-end suivant, prévenant que l'organisation dans des délais aussi serrés devrait être complexe mais pas impossible.
Choi Min-jeong marque son retour à la compétition avec une médaille d'or au 1000 mètres.
À la fin de la manche, William Dandjinou est en tête du classement masculin avec 64 points d'avance, devant Jens van ‘T Wout et Pietro Sighel (156 points chacun) et Steven Dubois (150).
Au relais féminin, les Canadiennes chutent en demi-finales mais sont avancées alors que les Polonaises sont disqualifiées pour les avoir poussées à la faute. En finale, Florence Brunelle dépasse les Italiennes et les Coréennes à trois tours de l'arrivée et prend la tête, que Kim Boutin conserve dans les derniers tours de piste.
| Distance       | Gagnant                                                                           | Second                                                                     | Troisième                                                                        |
| 500 m          | Steven Dubois                                                                     | William Dandjinou                                                          | Pietro Sighel                                                                    |
| 1 000 m        | William Dandjinou                                                                 | Jang Sung-woo                                                              | Jordan Pierre-Gilles                                                             |
| 1 500 m        | William Dandjinou                                                                 | Roberts Krūzbergs                                                          | Pietro Sighel                                                                    |
| 5 000 m relais | Canada - William Dandjinou - Steven Dubois - Jordan Pierre-Gilles - Félix Roussel | Corée du Sud - Jang Sung-woo - Kim Tae-sung - Park Jang-hyuk - Park Ji-won | Italie - Mattia Antonioli - Thomas Nadalini - Pietro Sighel - Luca Spechenhauser |

| Distance       | Gagnante                                                           | Seconde                                                                        | Troisième                                               |
| 500 m          | Xandra Velzeboer                                                   | Choi Min-jeong                                                                 | Kim Gil-li                                              |
| 1 000 m        | Choi Min-jeong                                                     | Xandra Velzeboer                                                               | Corinne Stoddard                                        |
| 1 500 m        | Hanne Desmet                                                       | Kim Gil-li                                                                     | Corinne Stoddard                                        |
| 3 000 m relais | Canada - Danaé Blais - Kim Boutin - Florence Brunelle - Rikki Doak | Italie - Arianna Fontana - Elisa Confortola - Gloria Ioriatti - Arianna Sighel | Chine - Gong Li - Wang Xinran - Wang Ye - Zhang Chutong |

| Distance             | Gagnants                                                                | Seconds                                                                             | Troisièmes                                                            |
| 2 000 m relais mixte | Canada - Kim Boutin - Florence Brunelle - Steven Dubois - Félix Roussel | Pays-Bas - Sjinkie Knegt - Jens van 't Wout - Michelle Velzeboer - Xandra Velzeboer | Japon - Rika Kanai - Shōgo Miyata - Mirei Nakashima - Hiroki Yokoyama |

### Beijing
| Distance       | Gagnant                                                   | Second                                                                     | Troisième                                                           |
| 500 m          | Sun Long                                                  | Steven Dubois                                                              | Shaoang Liu                                                         |
| 1 000 m        | Félix Roussel                                             | Michał Niewiński                                                           | Niall Treacy                                                        |
| 1 500 m        | Park Ji-won                                               | William Dandjinou                                                          | Sun Long                                                            |
| 5 000 m relais | Chine - Li Wenlong - Liu Shaoang - Liu Shaolin - Sun Long | Corée du Sud - Jang Sung-woo - Kim Tae-sung - Park Jang-hyuk - Park Ji-won | Pays-Bas - Teun Boer - Daan Kos - Itzhak de Laat - Jens van 't Wout |

| Distance       | Gagnante                                                           | Seconde                                                                | Troisième                                                                   |
| 500 m          | Xandra Velzeboer                                                   | Florence Brunelle                                                      | Rikki Doak                                                                  |
| 1 000 m        | Danaé Blais                                                        | Xandra Velzeboer                                                       | Corinne Stoddard Kim Gil-li                                                 |
| 1 500 m        | Corinne Stoddard                                                   | Kristen Santos-Griswold                                                | Kim Gil-li                                                                  |
| 3 000 m relais | Canada - Danaé Blais - Kim Boutin - Florence Brunelle - Rikki Doak | Corée du Sud - Choi Min-jeong - Kim Gil-li - Noh Do-hee - Shim Suk-hee | Kazakhstan - Alina Azhgaliyeva - Yana Khan - Olga Tikhonova - Malika Yermek |

| Distance             | Gagnants                                             | Seconds                                                               | Troisièmes                                                                           |
| 2 000 m relais mixte | Chine - Fan Kexin - Gong Li - Liu Shaoang - Sun Long | Corée du Sud - Jang Sung-woo - Kim Gil-li - Lee So-yeon - Park Ji-won | États-Unis - Andrew Heo - Marcus Howard - Kristen Santos-Griswold - Corinne Stoddard |

### Séoul
| Distance       | Gagnant                                                   | Second                                                            | Troisième                                                                  |
| 500 m          | Steven Dubois                                             | Jordan Pierre-Gilles                                              | Roberts Krūzbergs                                                          |
| 1 000 m        | William Dandjinou                                         | Jens van 't Wout                                                  | Jang Sung-woo                                                              |
| 1 500 m        | William Dandjinou                                         | Park Ji-won                                                       | Jens van 't Wout                                                           |
| 5 000 m relais | Chine - Li Wenlong - Liu Shaoang - Liu Shaolin - Sun Long | Japon - Kosei Hayashi - Dan Iwasa - Shōgo Miyata - Keita Watanabe | Corée du Sud - Jang Sung-woo - Kim Tae-sung - Park Jang-hyuk - Park Ji-won |

| Distance       | Gagnante                                                                 | Seconde                                                                        | Troisième                                                              |
| 500 m          | Kristen Santos-Griswold                                                  | Florence Brunelle                                                              | Hanne Desmet                                                           |
| 1 000 m        | Kristen Santos-Griswold                                                  | Hanne Desmet                                                                   | Corinne Stoddard                                                       |
| 1 500 m        | Kim Gil-li                                                               | Danaé Blais                                                                    | Choi Min-jeong                                                         |
| 3 000 m relais | Canada - Danaé Blais - Kim Boutin - Florence Brunelle - Courtney Sarault | Italie - Arianna Fontana - Elisa Confortola - Gloria Ioriatti - Arianna Sighel | Corée du Sud - Choi Min-jeong - Kim Gil-li - Noh Do-hee - Shim Suk-hee |

| Distance             | Gagnants                                                                | Seconds                                              | Troisièmes                                                                  |
| 2 000 m relais mixte | Corée du Sud - Kim Gil-li - Kim Tae-sung - Choi Min-jeong - Park Ji-won | Chine - Fan Kexin - Gong Li - Liu Shaoang - Sun Long | Canada - Kim Boutin - Florence Brunelle - Steven Dubois - William Dandjinou |

### Tilburg
| Distance       | Gagnant                                                            | Second                                                               | Troisième                                                                         |
| 500 m          | Steven Dubois                                                      | Jordan Pierre-Gilles                                                 | Jens van 't Wout                                                                  |
| 1 000 m        | Jens van 't Wout                                                   | Roberts Krūzbergs                                                    | Dan Koos                                                                          |
| 1 500 m        | William Dandjinou                                                  | Jens van 't Wout                                                     | Pietro Sighel                                                                     |
| 5 000 m relais | Pays-Bas - Teun Boer - Daan Kos - Sjinkie Knegt - Jens van 't Wout | Belgique - Stijn Desmet - Ward Pétré - Enzo Proost - Warre Van Damme | Italie - Lorenzo Previtali - Thomas Nadalini - Pietro Sighel - Luca Spechenhauser |

| Distance       | Gagnante                                                                            | Seconde                                                                        | Troisième                                                                               |
| 500 m          | Florence Brunelle                                                                   | Michelle Velzeboer                                                             | Kristen Santos-Griswold                                                                 |
| 1 000 m        | Hanne Desmet                                                                        | Corinne Stoddard                                                               | Xandra Velzeboer                                                                        |
| 1 500 m        | Courtney Sarault                                                                    | Elisa Confortola                                                               | Corinne Stoddard                                                                        |
| 3 000 m relais | Pays-Bas - Michelle Velzeboer - Xandra Velzeboer - Zoe Deltrap - Diede van Orschoot | Italie - Arianna Fontana - Elisa Confortola - Gloria Ioriatti - Arianna Sighel | États-Unis - Julie Letai - Kristen Santos-Griswold - Louisiana Stahl - Corinne Stoddard |

| Distance             | Gagnants                                                                        | Seconds                                                                     | Troisièmes                                                                        |
| 2 000 m relais mixte | Pays-Bas - Teun Boer - Jens van 't Wout - Michelle Velzeboer - Xandra Velzeboer | Italie - Pietro Sighel - Thomas Nadalini - Gloria Ioriatti - Arianna Sighel | États-Unis - Andrew Heo - Sean Shuai - Kristen Santos-Griswold - Corinne Stoddard |

### Milan
Les résultats sont les suivants :
| Distance       | Gagnant                                                                          | Second                                                                           | Troisième                                                                           |
| 500 m          | Sun Long                                                                         | Teun Boer                                                                        | Pietro Sighel                                                                       |
| 1 000 m        | William Dandjinou                                                                | Jang Sung-woo                                                                    | Pietro Sighel                                                                       |
| 1 500 m        | Jens van 't Wout                                                                 | Hayashi Kosei                                                                    | Jang Sung-woo                                                                       |
| 5 000 m relais | Italie - Mattia Antonioli - Thomas Nadalini - Pietro Sighel - Luca Spechenhauser | Canada - William Dandjinou - Maxime Laoun - Jordan Pierre-Gilles - Félix Roussel | Kazakhstan - Adil Galiakhmetov - Gleb Ivchenko - Denis Nikisha - Mersaid Zhaxybayev |

| Distance       | Gagnante                                                                            | Seconde                                                                        | Troisième                                                   |
| 500 m          | Kristen Santos-Griswold                                                             | Xandra Velzeboer                                                               | Arianna Fontana                                             |
| 1 000 m        | Kristen Santos-Griswold                                                             | Corinne Stoddard                                                               | Elisa Confortola                                            |
| 1 500 m        | Hanne Desmet                                                                        | Kristen Santos-Griswold                                                        | Arianna Fontana                                             |
| 3 000 m relais | Pays-Bas - Michelle Velzeboer - Xandra Velzeboer - Zoe Deltrap - Diede van Orschoot | Italie - Arianna Fontana - Elisa Confortola - Gloria Ioriatti - Arianna Sighel | Chine - Fan Kexin - Wang Xinran - Zang Yize - Zhang Chutong |

| Distance             | Gagnants                                                                        | Seconds                                                                         | Troisièmes                                                             |
| 2 000 m relais mixte | Pays-Bas - Teun Boer - Jens van 't Wout - Michelle Velzeboer - Xandra Velzeboer | Canada - Danaé Blais - Florence Brunelle - Jordan Pierre-Gilles - Félix Roussel | Japon - Hayashi Kosei - Kanai Rika - Koike Katsunori - Nakashima Mirei |

## Classement général
Le vainqueur du classement général obtient le globe de cristal. Il existe aussi un globe de cristal des équipes.
| Rang | Femmes                  | Hommes               | Équipes      |
| ---- | ----------------------- | -------------------- | ------------ |
| 1    | Kristen Santos-Griswold | William Dandjinou    | Canada       |
| 2    | Xandra Velzeboer        | Jens van 't Wout     | Pays-Bas     |
| 3    | Corinne Stoddard        | Pietro Sighel        | Italie       |
| 4    | Hanne Desmet            | Steven Dubois        | Corée du Sud |
| 5    | Choi Min-jeong          | Shōgo Miyata         | Chine        |
| 6    | Kim Gil-li              | Park Ji-won          | États-Unis   |
| 7    | Danaé Blais             | Roberts Krūzbergs    | Japon        |
| 8    | Florence Brunelle       | Jang Sung-woo        | Pologne      |
| 9    | Elisa Confortola        | Sun Long             | Belgique     |
| 10   | Arianna Fontana         | Jordan Pierre-Gilles | Kazakhstan   |